# Pamir Highway

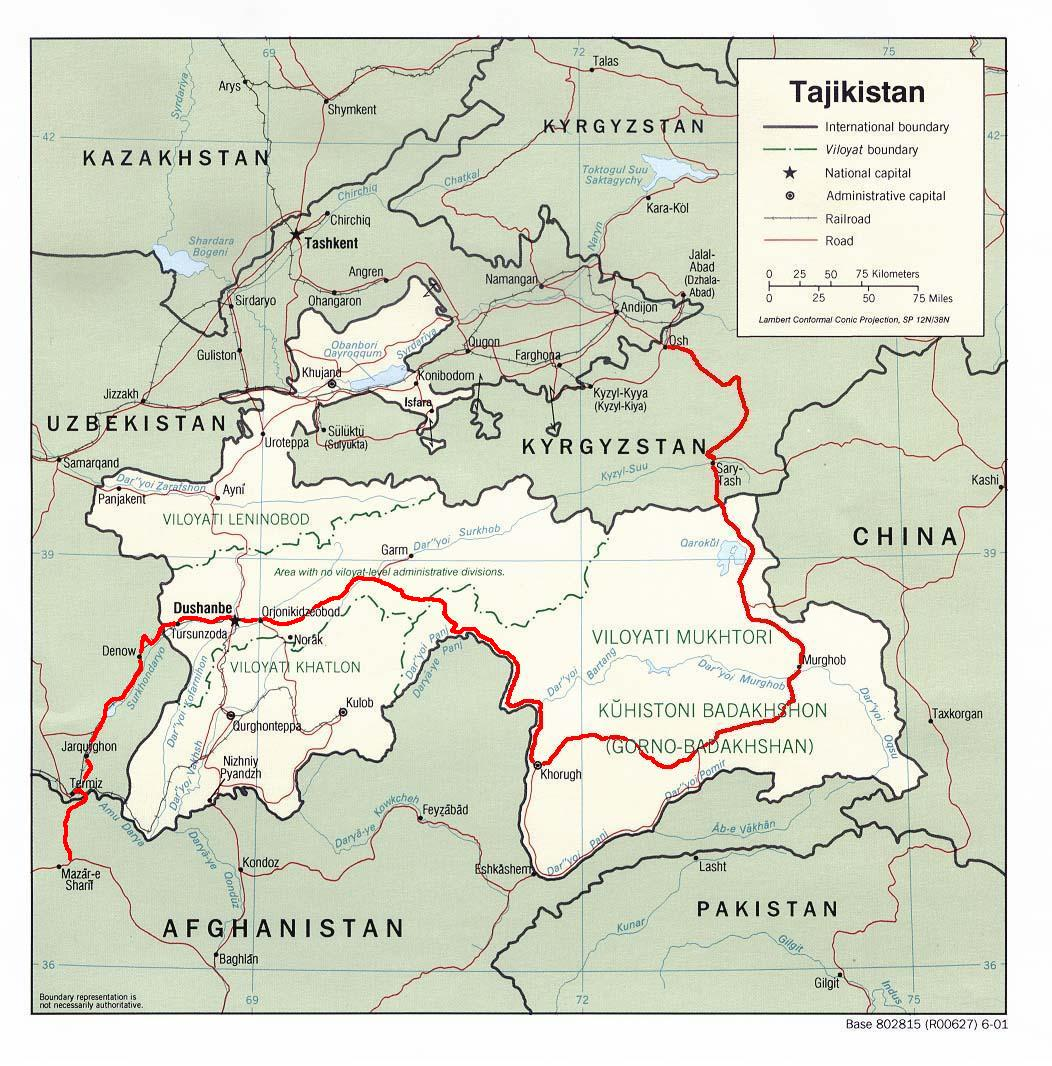
Verlauf des Pamir Highways

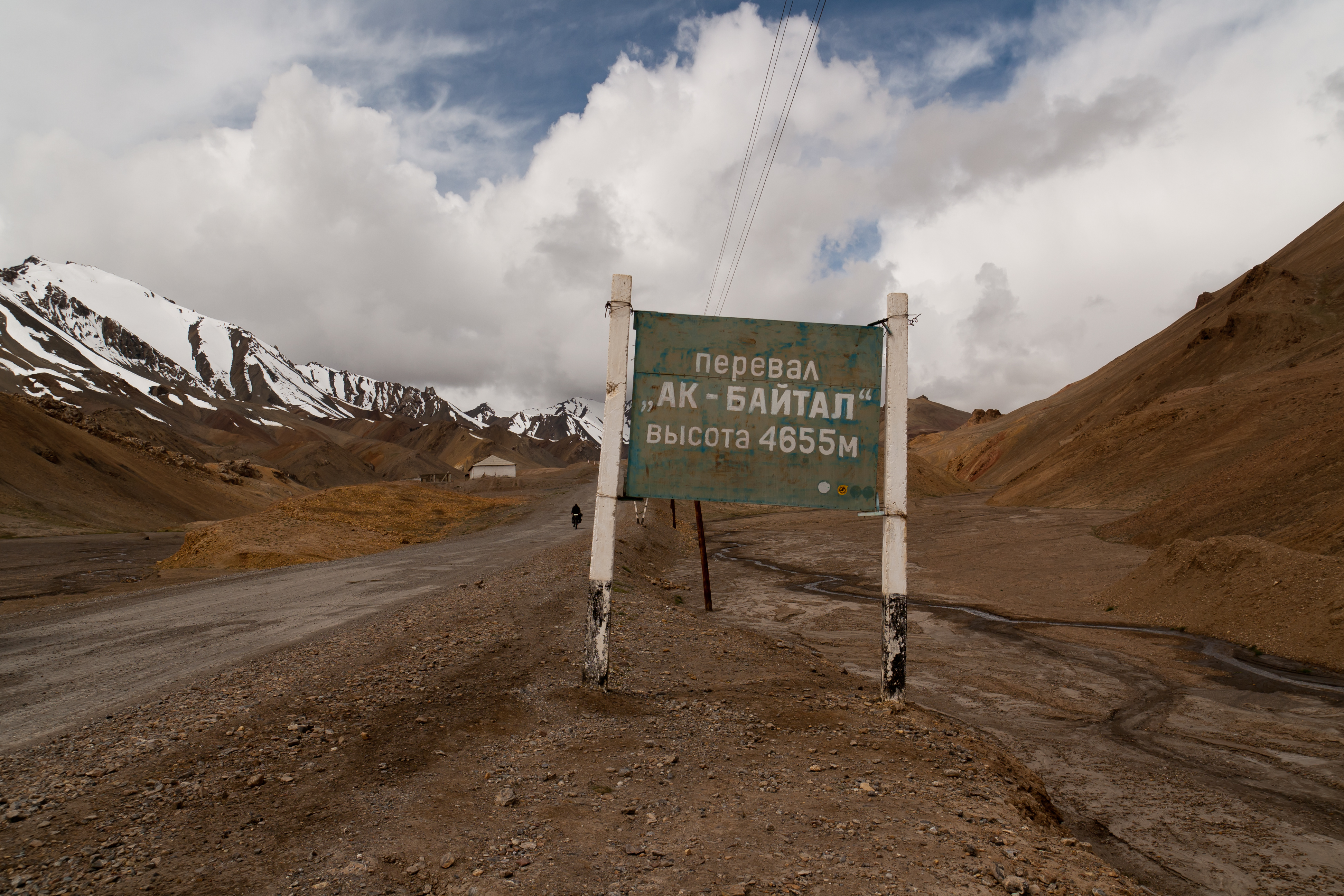
Überquerung des Ak-Baital-Passes auf 4655 Meter, dem höchsten Punkt des Pamir Highways

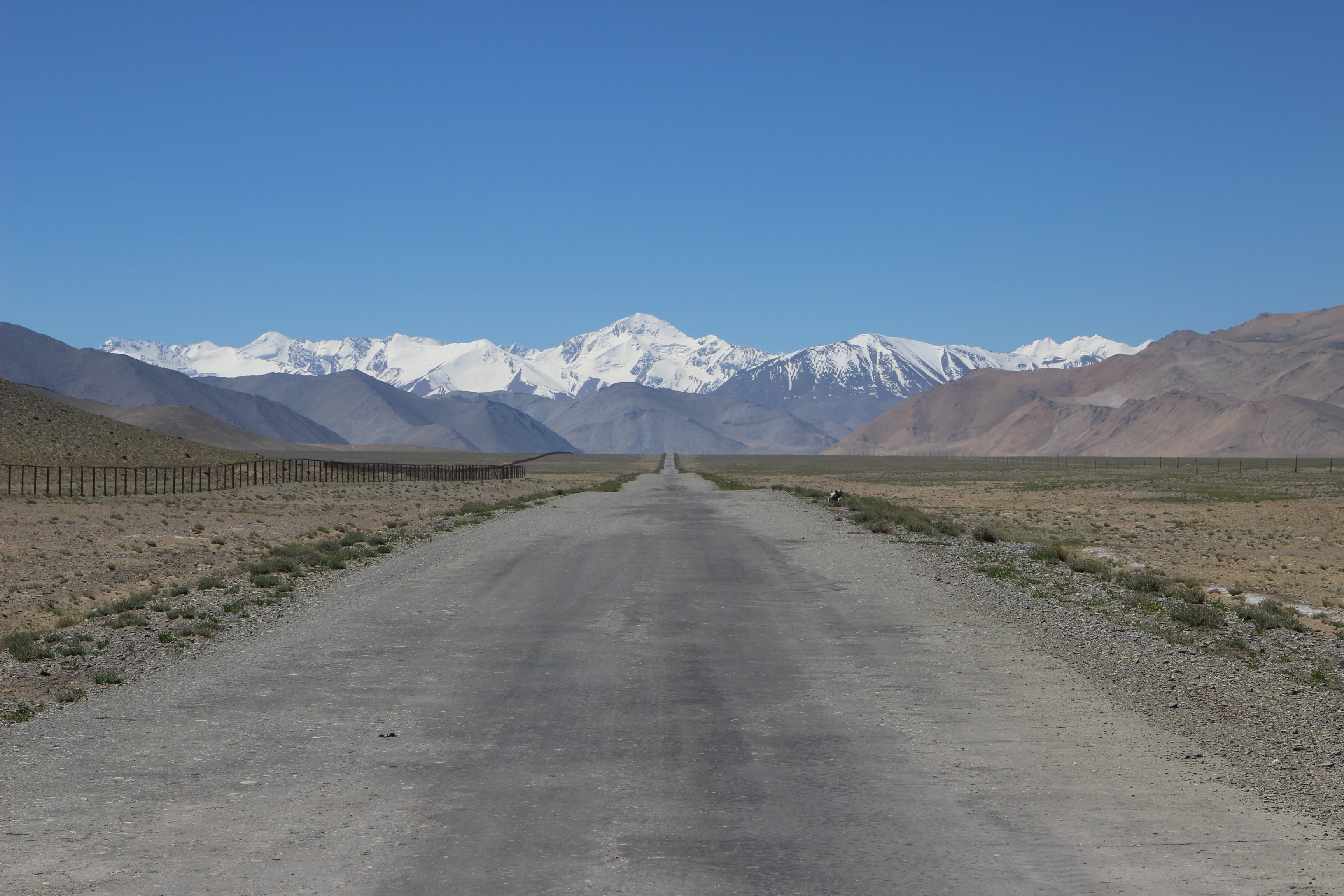
Pamir Highway am Karakul See

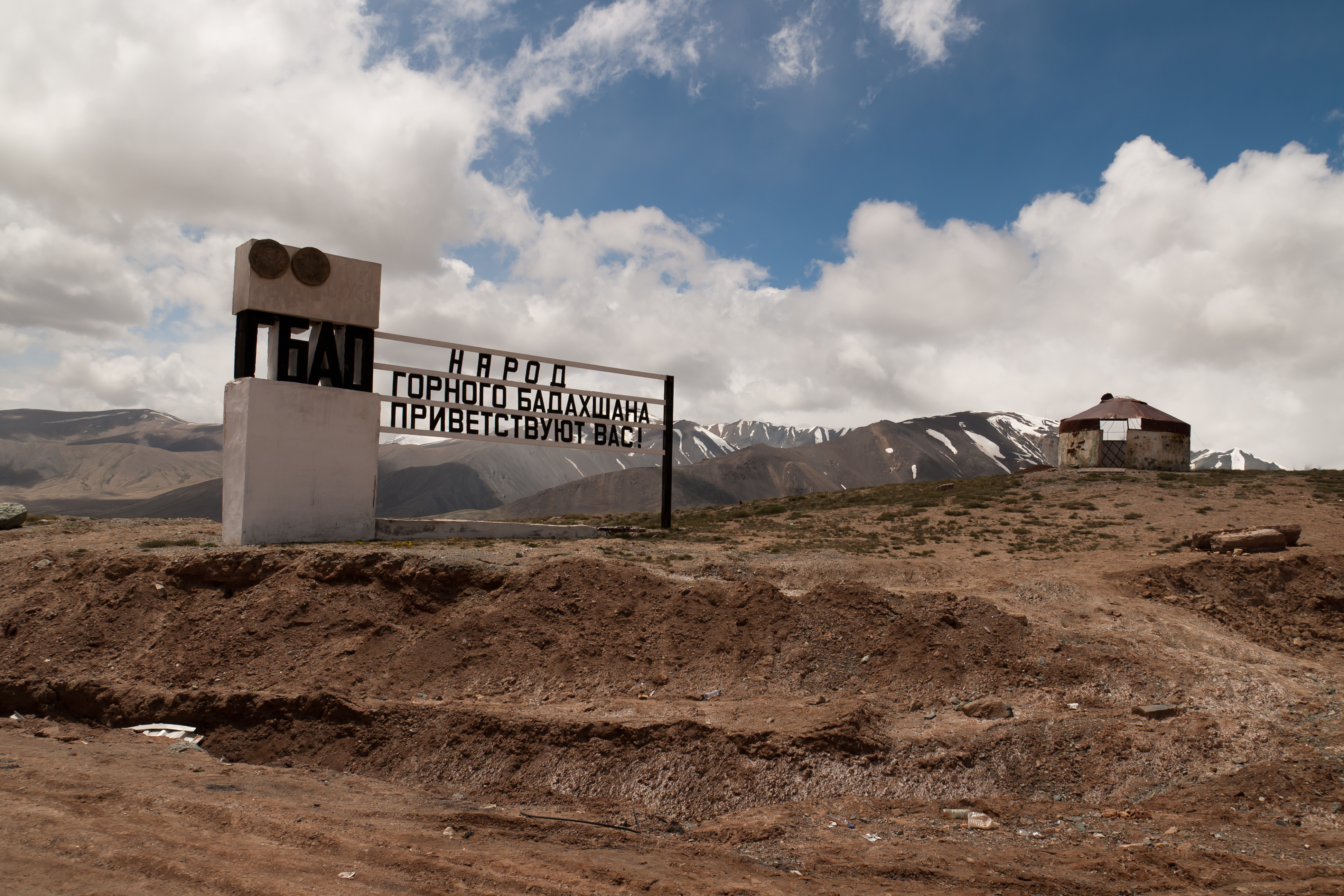
Willkommensschild der autonomen Provinz Berg-Badachschan

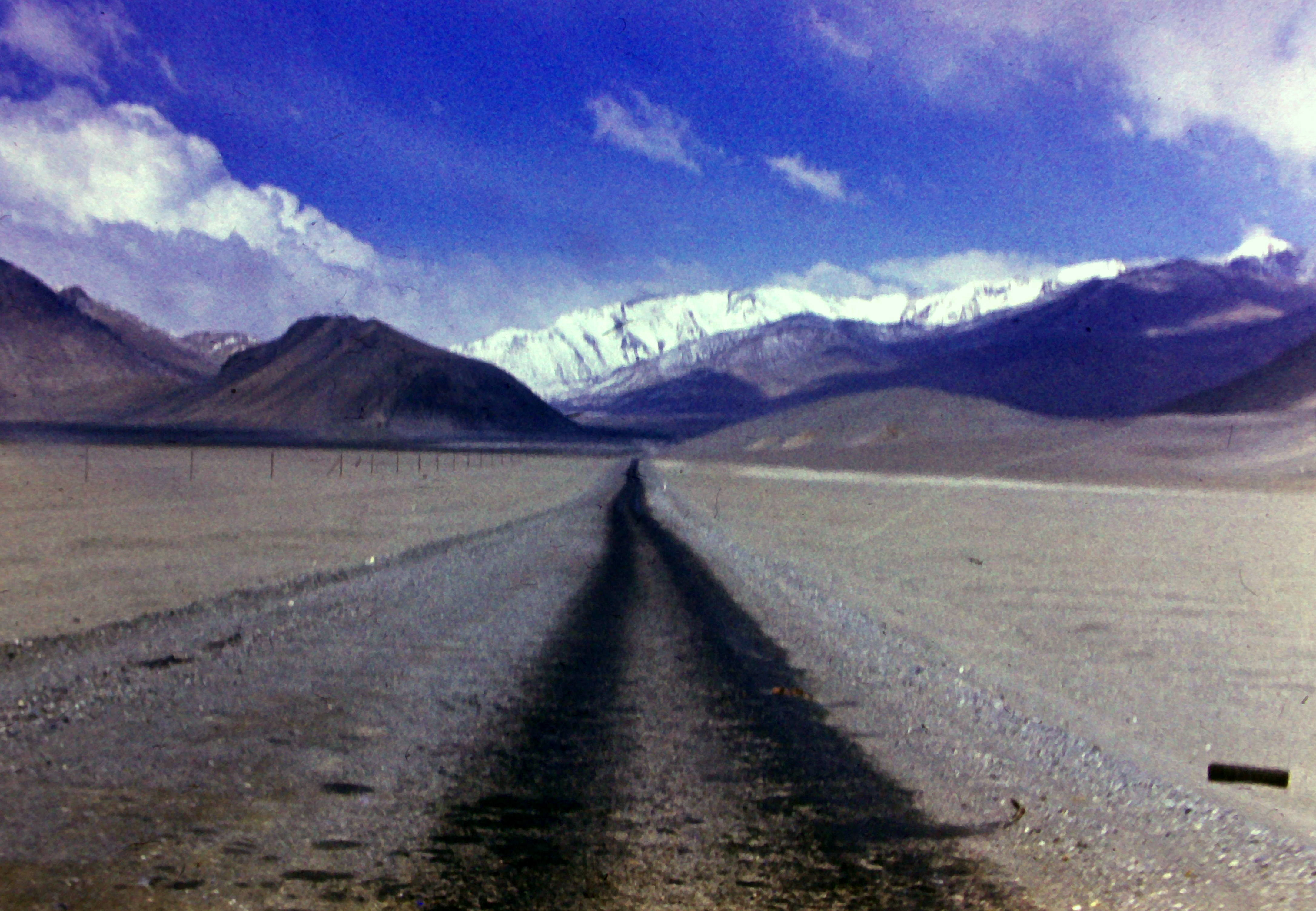
Pamir Highway bei Murghob

Der Pamir Highway (russisch Памирский тракт Pamirski trakt, deutsch Pamirstraße), offiziell ein Teilstück der Fernstraße M41, ist die Hauptverkehrsstraße des Pamir-Gebirges in Zentralasien. Sie ist die einzige Verbindungsstraße durch die osttadschikische Region Berg-Badachschan und mit 4655 Metern nach dem Karakorum Highway (4693 m) die zweithöchstgelegene befestigte Fernstraße der Welt.

## Streckenverlauf
Der Pamir Highway verbindet über eine Entfernung von 1252 Kilometer die kirgisische Stadt Osch mit dem in der tadschikischen Region Berg-Badachschan gelegenen Chorugh bzw. der tadschikischen Hauptstadt Duschanbe. Im Nordosten Tadschikistans überquert der Highway auf seinem höchsten Punkt den Ak-Baital-Pass (4655 Meter). Danach führt der Pamir Highway am Karakul vorbei, bevor er am Kyzyl-Art-Pass auf 4282 Meter Höhe die Grenze nach Kirgisistan überquert. Hier verlässt der Pamir Highway nordwärts das Pamir-Gebirge und durchfährt das Trans-Alai- bzw. Alai-Gebirge. Die kirgisische Stadt Osch markiert den Endpunkt des Pamir Highways.
Der Pamir Highway selbst ist fast durchgehend asphaltiert, wenn auch in schlechtem Zustand. Ganze Straßenabschnitte wurden durch Hochwasser weggewaschen; eine Reparatur erfolgte wenn überhaupt nur provisorisch, häufig ist eine Durchquerung des jeweiligen Flusses erforderlich. Steinschläge und Felsstürze, die Teile der Straße blockieren, kommen häufig vor. Mancherorts ist der Asphaltbelag der Straße so ramponiert, dass diese Abschnitte zugunsten von leichter befahrbaren, unbefestigten Wegen unmittelbar neben dem Pamir Highway aufgegeben werden. Versorgungsfahrten im Ostpamir erfolgen häufig aus dem kirgisischen Osch, da die Auswahl an Gütern in dieser Großstadt deutlich vielfältiger ist als im näheren Chorugh und die Straße nach Duschanbe zu schlecht ist.
Der Streckenverlauf im Ostpamir, der nie unter 3500 Meter Höhe liegt, ist durch eine Hochgebirgswüste mit wenigen Niederschlägen im Jahresverlauf geprägt. Die Täler hier sind sehr breit und weitläufig. Entlang des ca. 500 Kilometer langen Streckenabschnittes zwischen Chorugh in Tadschikistan und Sarytasch in Kirgistan liegen nur sehr wenige Orte (u. a. Alichur, Murgab, Karakul). Bei klarer Sicht sind von der Straße aus u. a. die Gipfel des Pik Lenin (7134 Meter) und des Muztagata (7509 Meter) zu sehen. Das Streckenprofil im Westpamir unterscheidet sich von dem im Ostpamir dadurch, dass die Straße westlich von Chorugh entlang des Pjandsch in einem viel engeren und steileren Tal verläuft und die Niederschläge auch deutlich höher sind.

## Geschichte
Nach Gründung der Tadschikischen Sozialistischen Sowjetrepublik im Jahr 1929 wurde kurz darauf mit der Errichtung des Pamir Highways begonnen. Durch den bereits im Jahr 1932 fertiggestellten Bau des Abschnittes zwischen Osch und Chorugh setzte eine fundamentale Transformation der Region Berg-Badachschans ein, da dieses vormals äußerst abgelegene Gebiet nun an das sowjetische Straßennetz angeschlossen war. Die Sowjets feierten den Pamir Highway als bauliche und ideologische Meisterleistung. Bauprojekte ähnlicher Dimension (z. B. der Karakorum Highway) wurden sonst erst zwei bis drei Jahrzehnte später begonnen. Der Straßenabschnitt zwischen Chorugh und Duschanbe wurde im Jahr 1940 fertiggestellt. Während der Pamir Highway in der Sowjetunion offiziell als Pamirskii trakt bezeichnet wurde, wird er von der lokalen Bevölkerung oftmals nur als die Straße bezeichnet (tadschikisch roh, kirgisisch dshol, russisch doroga).
Die Errichtung der Verbindungsstraße zwischen Osch und Chorugh ermöglichte damit erstmals das einfache Vordringen in den heutigen Bezirk Murgab, dessen wüstenartige Hochplateaus vor den 1930er Jahren kaum besiedelt waren. Die Instandhaltung der Straße muss aufgrund der äußerst schwierigen klimatischen Bedingungen (u. a. die große Höhe, sehr tiefe winterliche Temperaturen, Lawinen) laufend erfolgen. Aus diesem Grund entstanden im Laufe des 20. Jahrhunderts entlang der Straße einige Siedlungen, die einerseits die Möglichkeit der Autoreparatur boten, andererseits auch Fahrzeuge zur Instandhaltung des Pamir Highways bargen.
Obwohl es schon lange vor Errichtung des Pamir Highways eine bedeutende Geschichte der Durchquerung des Ostpamirs gab (Anbindung zur Seidenstraße), war es doch erst die asphaltierte Straße, die permanente Siedlungsstrukturen im Bezirk Murgab ermöglichte. Ende des 19. Jahrhunderts errichtete Russland am Standort der heutigen Stadt Murgab eine Garnison (Pamirskii Post) die zu Beginn der 1930er Jahre mit der Errichtung des Highways als Nachschub- und Versorgungszentrum einwohnermäßig rasch anwuchs. Murgab ist heute mit ca. 7000 Einwohnern das administrative Zentrum des Bezirks.
Nach wie vor gibt es entlang des Pamir Highways einige Checkpoints, u. a. auch um gegen den Rauschgiftschmuggel aus Afghanistan anzukämpfen, der vor allem nach dem Abzug der Grenztruppen Russlands im Jahr 2004 stark anstieg. Zudem sind Bereiche abseits des Pamir Highways zwischen Chorugh und Duschanbe sowie entlang der afghanischen Grenze vermint. Seit dem Jahr 2002 wird durch eine gemeinschaftliche Initiative der OSCE und der FSD versucht, die Überreste dieser im tadschikischen Bürgerkrieg ausgestreuten Minen zu räumen. Heute ist der Pamir Highway ein beliebtes Reiseziel für ausländische Rad- und Motorradfahrer. Neben dem regulären Visum für Tadschikistan ist für die Befahrung des Pamir Highways eine Sondergenehmigung für die autonome Provinz Berg-Badachschan erforderlich, die bei der Botschaft zusätzlich mitbeantragt werden kann.